# Věda
Věda jako celek je systematický způsob empirického a racionálního poznávání skutečnosti zaměřený na spolehlivost výsledků a často i na možnosti predikce a aplikace (aplikované vědy). Předmětem vědeckého poznání jsou objekty a procesy reálného světa. Základní dělení reálného světa pro účely poznání je na živý a neživý. Tak předmětem zkoumání jsou např. procesy ve vesmíru, vlastnosti a vztahy mikročástic hmoty, procesy myšlení nebo procesy a vztahy v lidské společnosti. Do vědy zahrnujeme i abstraktní exaktní svět vytvořený lidským intelektem: matematika, formální logiky, geometrie a další. Vztah obou těchto světů je ten, že za jistých podmínek (viz dále Věda exaktní a neexaktní) může být reálný svět modelován exaktním světem, jinými slovy věda matematizována.
Vědou se často rozumějí i jednotlivé vědní obory obvykle charakterizované svou metodou a předmětem (oblastí zkoumání). Výsledky věd mohou sloužit i k různým aplikacím, například technickým, společenským, ekonomickým, pedagogickým nebo válečným. Nové poznatky ve vědě jsou rozvíjeny výzkumem vědců.

## Etymologie
Slovo věda převzali obrozenci z polštiny a souvisí se slovesem věděti, které má ve všech slovanských jazycích řadu odvozenin. V češtině například svědomí, vědma, vědomý, zvěd atd. Staročeský présens je vědě a později vjem. Podle prof. Machka je nejstarší rekonstruovaný tvar *void-ēm “vím”. Společný původ se slovem vidět ("spolehlivě ví člověk jenom to,
co viděl") je v praindoevropském kořenu *weyd- (“vědět” i “vidět”).

## Definice vědy
Věda je propracované a obecné empirické a rozumové poznávání vycházející z pozorování, rozvažování nebo experimentu.
Věda je systém metodicky podložených, objektivních vět o určité předmětné oblasti. Předmětem může přitom být každý fakt uchopitelný buďto bezprostředně, anebo pomocí instrumentálních, pomocných prostředků.

### Další definice
Nepřetržitý proces lidského poznávání přírody, společnosti, člověka, lidského myšlení a kultury. Na rozdíl od běžného poznávání jde ve vědě o systematické racionální a metodické vyvozování a zobecňování nových poznatků na základě abstraktního myšlení a teoretické činnosti.
V širokém smyslu nepřetržitý společensky podmíněný proces systematického racionálního poznávání přírody, společnosti a myšlení, při němž vzniká stále bohatší a přesnější odraz objektivní reality ve vědomí. Věda také znamená stále hlubší chápání a pronikání od povrchových jevů k jejich příčinám, což umožňuje stále rozsáhlejší využívání a ovládání přírodních i společenských procesů a stále účinnější praktické přetváření světa člověkem. Její výsledky jsou i nenahraditelnou kulturní hodnotou.
V evropském novověku se věda rozdělila na jednotlivé vědy, když se už v pozdním starověku začala oddělovat od filozofie, podobně jako se řecká filozofie kdysi oddělila od mytologie a náboženství. Na rozdíl od umění, jež si osvojuje pouze určité aspekty reality, spjaté s životem člověka obraznou formou s emocionálním zaměřením, činí věda předmětem své poznávací výzkumné činnosti veškerou skutečnost a své poznatky formuluje v logické podobě pojmů, hypotéz, teorií a zákonů, při čemž se snaží řídit požadavkem objektivity čili nestranného zkoumání "podle věci samé" (Platón). Zahrnuje axiomatické vědy (matematika, logika, právo), převážně empirické nauky o hmotě, vesmíru a přírodě a vědy o společnosti, včetně její minulosti a kultury.
Někteří autoři zahrnují do vědy také filozofii jako racionální, soustavnou a kritickou reflexi vědomí a poznávání (epistemologie), kdežto jiní ji z historických i metodologických důvodů od speciálních věd odlišují. Vědy charakterizují teorie a hypotézy, metody, metodologie a techniky. V oblasti empirických věd se rozlišuje výzkum základní a aplikovaný, jímž se zabývají diferencované skupiny věd technických, zemědělských i lékařských. Z půdy filozofie jako svého základu se speciální vědy historicky vyvinuly a zůstávají s ní v té, či jiné podobě spojeny.

## Dějiny vědy

### Starověk
V samých počátcích filozofie jako racionálního a soustavného poznávání ustavili Platón a Aristotelés dvě silné tradice, které západní vědu trvale ovlivňují. Platón vychází z pythagorejské tradice a rozlišuje pět matematických „umění“ – aritmetiku, geometrii plochy, geometrii těles, astronomii a harmonii, které umožňují bezpečné a trvalé poznání neměnných, protože nehmotných skutečností (ve starověku se hvězdy nepovažovaly za hmotné). Pod vlivem Sókratovým se ale obrací ke zkoumání člověka a společnosti.
Aristotelés odmítl platónskou koncepci jednotné nejvyšší vědy, ze které by plynuly základy jednotlivých věd. Podle Aristotela je nutné zkoumat každou oblast zkušenosti jinak, „podle ní samé“, a to především pozorováním, a podle toho ustavovat různé vědy. Vědy, které zkoumají přírodu, je třeba systematicky uspořádat, ale nemá smysl hledat jednotný (např. geometrický) princip, z něhož by vycházely. Jejich společným základem nicméně zůstává jednak metafyzika jako nauka o bytí a jsoucnech včetně základních kategorií, jednak logika, která zkoumá zásady správného myšlení, usuzování a argumentace.

### Středověk

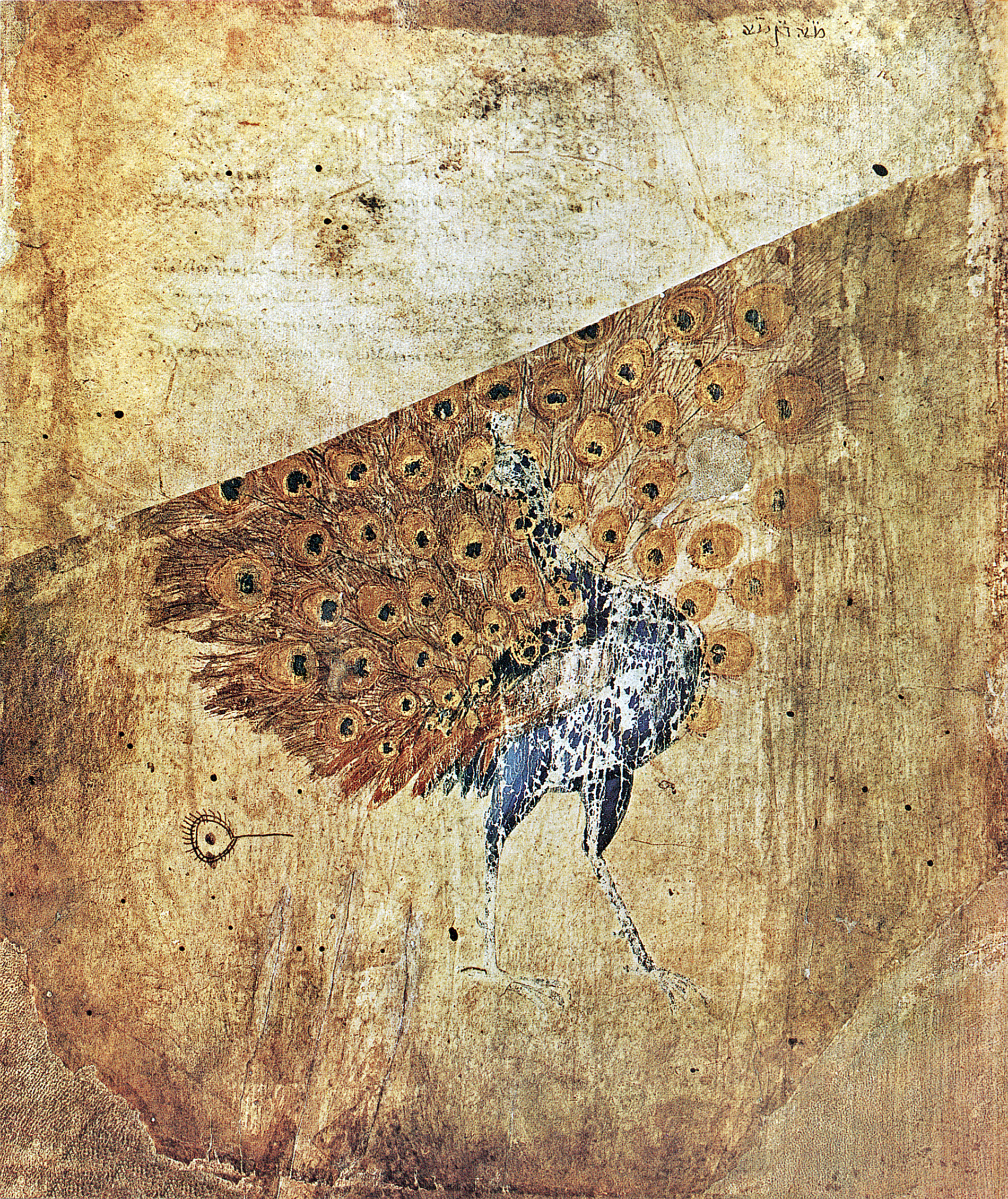
Na první stránce Vídeňského Dioskurida je vyobrazen páv, vytvořeno v 6. století

Na Aristotela ve 13. století navázal Tomáš Akvinský, který se pokusil jeho metafyziku spojit s křesťanským učením o Bohu jako stvořiteli a zákonodárci světa. V téže době začíná racionální zkoumání přírodních jevů, například geometrické optiky (Roger Bacon), a to na spíše platónském základě. Nominalisté 14. století podobně zkoumají např. pohyb a tíži a snaží se je matematicky vyjádřit. Tento směr významně obohatil Mikuláš Kusánský, který k tomu navrhl použít běžný praktický a empirický postup vážení a měření.
Renesanční věda je převážně racionalistická a platónská, protože skutečnost lze podle ní pochopit jen na základě matematiky, přesných poměrů a geometrických tvarů (Mikuláš Koperník, Galileo Galilei, Johannes Kepler aj.) René Descartes a Francis Bacon nahlédli možnosti aplikované vědy jako prostředku k ovládnutí světa a jeho sil. Přesto se současně rozvíjí i vědecké pozorování a experiment (Tycho Brahe, William Harvey, Evangelista Torricelli, Christiaan Huygens aj.), což vede k novým aplikacím vědy.

### Novověk
Platónskou vědu v 18. století reprezentuje např. Gottfried Wilhelm Leibniz nebo Isaac Newton, kdežto z aristotelské inspirace vychází popisná přírodověda (Karl von Linné) nebo archeologie. Osvícenství žije v naději na definitivní poznání zákonitostí světa (encyklopedisté) a racionální uspořádání lidských záležitostí na tomto základě a Giambattista Vico předkládá myšlenku společenského vývoje. Pojetí vědy významně ovlivnil Immanuel Kant, který odmítl celou metafyziku, protože přesahuje možnosti čistého rozumu a nedovede rozřešit ani jeho základní aporie. Věda se má nadále zabývat přírodou jako „říší nutnosti“, která se řídí přesnými zákony, kdežto filozofie k tomu má přispívat zkoumáním možností a mezí rozumového poznání (epistemologie).
V 19. století se věda stává základem vzdělávání a definitivně se dělí na jednotlivé vědy (Auguste Comte). Neobyčejný rozvoj empirických věd nachází praktické uplatnění v technice a v hospodářství (aplikované vědy) a ve fyzice se objevují stochastické metody (termodynamika). Řada věd tak opouští představu přísně deterministické, zákonité skutečnosti a jak se oblast vědeckého zkoumání rozšiřuje na živou přírodu, objevuje se myšlenka evoluce (Charles Darwin). Ve dvacátém století fyzikální objevy ve stavbě hmoty a jejich technické aplikace vedou k velkým úspěchům a vrcholí objevem štěpné jaderné reakce a jejím využitím ve vojenství a energetice. Současně se ve vědě vynořuje nové vidění reálného světa vyvolané rozvojem sdělovací techniky, elektroniky a vývojem počítačů, začíná se odborněji užívat pojem informace a vzniká nové vědní odvětví zvané kybernetika. Od poloviny 20. století se do čela věd dostávají i vědy o živé přírodě a současně se komplex hospodářství, vědy a techniky stává terčem environmentalistické i společenské kritiky. Postmoderní proud se snaží rehabilitovat předvědecké a neracionální postupy poznávání i např. léčení.
Od poloviny 20. století se dějiny vědy staly samostatným akademickým oborem s vlastní metodologií. Pro studium dějin novověké vědy navrhl T. S. Kuhn novou teorii, podle níž se střídají období kumulace poznatků a vědecké revoluce, kdy se zásadně mění paradigma vědy.

## Věda exaktní a neexaktní
Věda stojí na dvou pilířích, na poznání reálného světa a na záznamu poznaného, a tak možnosti archivace a sdělování poznaného. Reálný svět je nedozírně rozsáhlý a hluboký, avšak získané poznatky (kognitivní model dané části reálného světa) mohou obsahovat pouze konečné množství informace. Musí tedy existovat filtr poznání, provádějící selekci a tak redukci množství informace.
Příroda obdařila člověka filtrem poznání, jímž je vágnost (neurčitost, mlhavost, rozmazanost). Veškeré informace (znalosti) získané přirozeným lidským poznáním nemohou být tedy jiné než vágní. O vágních znalostech nelze vypovídat jinak než vágně. Vágnost vnesená do znalostí přirozeným filtrem poznání je vnitropsychická, říkáme jí vnitřní vágnost, a pro druhého člověka je utajená, může jí jen odhadovat. Jistou část svých znalostí je člověk schopen sdělovat, a vágnost uchopitelnou (vnějším) sdělovacím jazykem nazýváme vágnost vnější. Vágnost ve sdělení má, mimo jiné, funkci, kterou je vyladění – optimalizace přesnosti sdělení – nejmenší ztráta informace. Optimalizace přesnosti sdělení adekvátní vágností říká: Sdělení má mít stejnou vágnost, jakou má informace získaná poznáním. . Vysvětlení: Vnáší-li sdělující do sdělení větší vágnost, než odpovídá jeho poznání (zdroji informace), šidí příjemce o informaci. Na druhou stranu, zmenšuje-li vágnost sdělení oproti vágnosti svého poznání, „vymýšlí si“ a znehodnocuje předávanou informaci. Použitý jazyk je tedy, co se vágnosti týče, svázán s poznáním, jinak řečeno, poznání vyžaduje pro sdělení (zápis) poznaného adekvátní jazyk. Potřebná vágnost přirozeného jazyka je především ve vágní (a též emocionální a subjektivní) interpretaci (tj. přiřazení významu) jeho jazykových konstrukcí – výrazů (slov, vět), které říkáme konotace.
Nejrůznější vědecké postupy mají za cíl zkvalitňovat důvěryhodnost a přesnost získaných vědeckých poznatků. Pro jejich záznam je však třeba budovat přesnější jazyk, s menší (vnitřní) vágností sdělení, než je běžné v denním životě. Slouží k tomu účelově (oborově) budovaná názvosloví umožňující přesněji popsat zkoumanou realitu a získané znalosti o ní. Lidé vzdělaní v příslušném oboru znají názvoslovné pojmy s malou vnitřní vágností, tedy dost přesně vědí, co jednotlivé pojmy znamenají. Základní pojmy jsou tvořeny na základě konsensu, odvozené z nich pak definicí. Malá vnitřní vágnost (každý v oboru vzdělaný člověk dobře chápe významy pojmů, tedy konotace se blíží exaktní interpretaci – viz Sémantický diferenciál) takto budovaného odborného jazyka poskytuje přesnější sdělování, dohady o významu slov a vět téměř odpadají. Je to ale stále ještě věda založená na přirozeném lidském poznání a na přirozeném jazyce, i když zpřesněném (odborném).
Z výše uvedené optimalizace přesnosti sdělení plyne, že požadujeme-li odbourat vnitřní vágnost ve sdělení zcela (anulovat ji), pak ovšem musí být nejprve zcela odbourána v poznání (zdroji informace). Znamená to, že se musíme vyhnout vzniku vnitřní vágnosti, tedy zvolit jiný filtr poznání, než je vágnost. Tím přecházíme z přirozeného lidského světa, do světa umělého. Říkáme mu svět exaktní, a vysvětlíme proč. U přirozeného jazyka nelze zcela odstranit (anulovat) vnitřní vágnost, lze však vybudovat umělé formální jazyky (matematika, formální logiky, programovací jazyky), které mají vnitřní vágnost konotace nulovou (tak mají exaktní interpretaci) a jinou mít z principu nemohou. Tato vlastnost (exaktní interpretace) je však vykoupena restrikcí (zúžením ve srovnání s přirozeným jazykem) aplikovatelnosti (vyjadřovací síly viz Reprezentace znalostí) formálního jazyka, a to pouze na entity exaktního světa, jen o těch může vypovídat, reprezentovat je. A nyní slíbené vysvětlení. Jazyky s nulovou vnitřní vágností konotace, tedy významu svých jazykových konstrukcí, mají tu vlastnost, že veškeré tyto konstrukce jsou každým patřičně vzdělaným člověkem, chápány s naprosto přesným, tedy exaktním významem. To je důvod, proč jsou součástí exaktního světa. Máme tedy jazyk, který je schopen zapisovat (reprezentovat) znalosti s nulovou vnitřní vágností. Ty však nejdříve musí být získány odpovídajícím poznáním, poskytujícím znalosti rovněž s nulovou vnitřní vágností, tedy rovněž z exaktního světa, neboť jedině tak je formální jazyk schopen je reprezentovat (popisovat). A již je zřejmé, že jsme na cestě zrodu vědecké metody tvořící vědu náležející do exaktního světa, tedy rodí se exaktní věda. Ještě je třeba vysvětlit, jak uskutečnit exaktní poznání, tedy poznání, kdy znalosti získané z reálného světa jsou součástí exaktního světa. Zázračný most mezi reálným a exaktním světem, který to umožňuje, se jmenuje veličina (např. intenzita elektrického pole, rychlost, koncentrace kyseliny dusičné, atp.). Je společná oběma zmíněným světům, neboť v exaktním světě je exaktně vytyčena (každý vědoucí člověk bez nejmenších pochyb ví, co znamená, tedy jaký má význam), a v reálném světě je elementární měřitelnou sondou do něho, a tak jeho elementárním měřitelným zástupcem. Je elementárním stavebním kamenem exaktní vědy. A jak je to s tím umělým filtrem, který umožňuje vyhnout se vnitřní vágnosti? Pro každý problém reálného světa, který má být uchopen exaktní vědou, je třeba zvolit skupinu vhodných veličin, nalézt přírodní zákonitosti, které v reálném světě mezi nimi platí, a ty popsat matematickým jazykem. Dostáváme tak matematický znalostní (kognitivní) model dané části reálného světa. Skupina vybraných veličin tvoří diskrétní Newtonův filtr (síto), kterým se na danou část reálného světa díváme. Tak je v exaktní vědě daná část reálného světa zastoupena skupinou vhodně zvolených veličin a matematicky (programovacím jazykem) popsanými vztahy mezi nimi (přesněji mezi jejich jmény – symboly je označujícími). I exaktní věda musí mít nástroj, kterým může popsat neurčitost získaných výsledků – znalostí, ať už z nutnosti, či z potřeby opustit přílišnou přesnost. Jelikož vnitřní vágnost to být nemůže (nesmí), může použít pouze jazykově uchopitelnou nejistotu (vnější vágnost), a pro ten účel je k dispozici popis fuzzy nebo stochastickými hodnotami veličin, a fuzzy či stochastickými vztahy mezi veličinami.
Rozdíl mezi neexaktními vědami (říkáme jim popisné) a exaktními, je tedy ten, že prvé užívají přirozené lidské poznání (s filtrem vágnosti) a zpřesněný přirozený jazyk, a exaktní vědy používají Newtonův diskrétní filtr poznání, tedy umělé poznání založené na použití veličin a umělého formálního jazyka. Umělý formální jazyk přináší exaktní vědě ještě navíc silný nástroj, kterým je formální odvozování (inference) známé z matematiky, viz výklad a Příklad inference ve formálním systému na Exaktní věda. Exaktní věda poskytuje nejdůvěryhodnější znalosti. Jistě je možno nastolit otázku, zda veškerá věda může být přetvořena na exaktní vědu. Odpověď je nemůže. Podmínkou pro ustavení exaktní vědy je nalezení vhodných veličin, a to lze jen pro nepatrnou část reálného světa a pro specifické pohledy na něj. Druhou podmínkou je exaktní interpretace pro jakýkoli umělý formální jazyk, což je velice omezující podmínka. Jinak řečeno, filtr vágnosti umožňuje vágně znát mnohé, diskrétní filtr umožňuje exaktně znát nemnohé. To z reálného světa, co umíme poznat exaktní vědou, tedy zavést veličiny a rozpoznané přírodní zákonitosti mezi nimi zapsat umělým formálním jazykem (matematika, formální logiky, programovací jazyky), a tak převést do exaktního světa, jsme schopni modelovat na počítači. Jinými slovy, počítačem lze modelovat pouze exaktní svět, a tomu je třeba porozumět, pokud uvažujeme, co lze s jeho pomocí modelovat, a co nikoli. Týká se to zejména úvah a výhledů v oboru umělé inteligence.
Výše ukázané nástroje vědy exaktní a neexaktní jsou obecné principy a různé vědní obory je používají v kombinaci oba. Mají tak své části exaktní a neexaktní. Ryze exaktní vědy, jako teoretická fyzika či matematika, používají přirozený jazyk v úloze metajazyka, viz jazyk (lingvistika).

## Dělení vědy
Od počátku 19. století se věda dělí na jednotlivé vědní obory. Ty se podle A. Comta navzájem liší předmětem nebo metodou.
Podle jejich účelu a stupně obecnosti se vědní obory dělí na teoretické čili čisté a aplikované. Novokantovci dělili vědní obory na nomotetické (formulující obecné zákonitosti; např. fyzika, chemie) a idiografické (popisné; např. botanika, historie).
Filozofie se chápe buď jako metodicko-kritický základ věd (epistemologie), nebo jako integrace výsledků speciálních věd (teorie vědy), případně se za vědu vůbec nepokládá (Martin Heidegger). Věda jako jediný celek zůstává nedostižným ideálem (viz filozofie vědy)

### Dělení podle předmětu zkoumání
Předmětem studia různých vědních oborů mohou být např.:
- čisté kvantitativní a prostorové vztahy (např. matematika, geometrie),
- živá a neživá příroda (empirické či přírodní vědy)
- člověk (antropologie, humanitní vědy, duchovní vědy)
- jevy společenského života (historická věda, filologie, sociologie, politologie aj.)[4]

### Dělení podle metody vědy
Každý vědní obor si pro výzkum předmětné oblasti vytváří své metody nebo je přejímá z jiných věd. K metodice věd zásadně patří:
- definice předpokladů či axiomů,
- vytváření hypotéz a teorií,
- stanovení stupně jistoty či pravděpodobnosti, která se těmto výpovědím připisuje.

Pokud jsou výsledky, případně metody jedné vědy aplikovány druhou vědou, označujeme je jako pomocné vědy. Základními metodami věd je vědecké pozorování, analýza, syntéza, logická indukce, dedukce, deskripce a komparace.

## Systém věd
Po rozdělení vědy do jednotlivých věd počátkem 19. století vznikla potřeba tyto vědy uspořádat a uvést do vzájemných vztahů. Této otázce se věnovala řada filozofů (mezi nimi také Bernard Bolzano), prakticky se prosadil systém, který navrhl A. Comte a upravil jeho žák Victor Cousin. Tento systém pak určil jak členění školního vzdělávání do předmětů, tak členění vysokých škol a fakult i vědeckých akademií. S dalším rozvojem věd byl pak neustále upravován a rozšiřován a v současnosti nemá příliš velký praktický význam. Vzdělávací a vědecké instituce používají jednodušší členění, například Akademie věd České republiky:
- vědy o neživé přírodě
- vědy o živé přírodě
- humanitní a společenské vědy.[12]

Nebo Grantová agentura České republiky:
1. technické vědy
2. vědy o neživé přírodě
3. lékařské a biologické vědy
4. společenské a humanitní vědy
5. zemědělské a biologicko-environmentální vědy.[13]

Není možné sestavit jediný systém jednoznačného členění věd, lze se však setkat např. s následujícím členěním:[zdroj?]
- formální vědy — týkající se základů vědy
  - filozofie — často je vyčleňována mimo systém vlastních věd
  - logika — zkoumá způsoby vyvozování závěrů, používaného všemi vědami
  - matematika — zkoumá obecné struktury a kvantitu, je jazykem exaktních věd

- reálné vědy — tematické a metodické.
  - přírodní vědy — empirické (exaktní), např.:
    - astronomie
    - biologie
    - fyzika
    - chemie
    - vědy o Zemi

  - sociální vědy (společenské) — na pomezí přírodních a humanitních věd, např.:
    - ekonomie (národní hospodářství)
    - psychologie
    - religionistika
    - sociologie.

  - humanitní vědy — např.:
    - etnologie
    - filologie
    - historiografie (dějepis), dějiny.
    - jurisprudence — studuje právo.
    - kulturologie
    - lingvistika
    - muzikologie
    - politologie
    - teologie

V současnosti roste význam tzv. mezioborových disciplín, jako jsou např.:
- antropologie — zasahuje do přírodních i sociálních věd
- geografie — zasahuje do přírodních i sociálních věd
- kognitivní věda — zasahuje do všech tří hlavních oblastí výše uvedeného systému – do formálních, přírodních i humanitních věd.

Aplikované vědy představují praktické využití a uplatnění jedné nebo několika výše zmíněných věd. Patří mezi ně například:
- technické vědy (např. strojnictví, informatika)
- lékařské a veterinární vědy (někdy řazené mezi přírodní)
- zemědělské vědy (např. agronomie)

## Teorie vědy
Teorie vědy je filozofická disciplína, která se zabývá podmínkami a možnostmi vědy, kritikou jejích postupů, modelů a předpokladů. Mezi významné autory patří například Thomas Samuel Kuhn, Karl Raimund Popper, Paul Karl Feyerabend, Bruno Latour, Imre Lakatos a další.

## Vědecké instituce
Vědecký výzkum, zejména v přírodních a lékařských vědách vyžaduje nákladné zařízení a velké týmy vědců.[zdroj?] Od 19. století tak vznikaly nejprve na univerzitách, později i při vědeckých akademiích a průmyslových podnicích vědecké a výzkumné ústavy s trvalými zaměstnanci, budovami atd. K vědecké činnosti nutně patří i odborné časopisy a vydavatelství.
Státy vědu podporují jednak přímo či institucionálně, na veřejných vysokých školách a ve státních ústavech, jednak projektově prostřednictvím grantových agentur, kde o hodnocení a přidělování podpor rozhodují vědci sami. V ČR působí celá řada veřejných grantových agentur při vládě, některých ministerstvech, Akademii věd a velkých vysokých školách. Také Evropská unie má své systémy podpory vědy.

## Financování vědy
Výdaje na výzkum podle typu výzkumu jako podíl na HDP pro jednotlivé země jsou uvedeny v následující tabulce.
| Stát                   | Podíl výdajů na HDP podle typu vědy (%), 2018 | Podíl výdajů na HDP podle typu vědy (%), 2018 | Podíl výdajů na HDP podle typu vědy (%), 2018 | Podíl výdajů na HDP podle typu vědy (%), 2018 |
| Stát                   | Základní                                      | Aplikovaná                                    | Vývoj                                         |                                               |
| ---------------------- | --------------------------------------------- | --------------------------------------------- | --------------------------------------------- | --------------------------------------------- |
| Alžírsko               | 0,01                                          | 0,27                                          | 0,02                                          |                                               |
| Argentina              | 0,14                                          | 0,27                                          | 0,12                                          |                                               |
| Belgie                 | 0,30                                          | 1,24                                          | 1,16                                          |                                               |
| Bulharsko              | 0,08                                          | 0,47                                          | 0,20                                          |                                               |
| Chile                  | 0,10                                          | 0,14                                          | 0,08                                          |                                               |
| Čína                   | 0,12                                          | 0,24                                          | 1,82                                          |                                               |
| Chorvatsko             | 0,33                                          | 0,28                                          | 0,25                                          |                                               |
| Černá Hora             | 0,10                                          | 0,21                                          | 0,04                                          |                                               |
| Česko                  | 0,50                                          | 0,77                                          | 0,66                                          |                                               |
| Dánsko                 | 0,56                                          | 0,95                                          | 1,54                                          |                                               |
| Estonsko               | 0,35                                          | 0,28                                          | 0,66                                          |                                               |
| Francie                | 0,50                                          | 0,92                                          | 0,78                                          |                                               |
| Island                 | 0,43                                          | 0,95                                          | 0,66                                          |                                               |
| Indie                  | 0,10                                          | 0,15                                          | 0,13                                          |                                               |
| Irsko                  | 0,22                                          | 0,42                                          | 0,55                                          |                                               |
| Itálie                 | 0,31                                          | 0,58                                          | 0,49                                          |                                               |
| Izrael                 | 0,52                                          | 0,51                                          | 3,93                                          |                                               |
| Japonsko               | 0,41                                          | 0,62                                          | 2,10                                          |                                               |
| Jihoafrická republika  | 0,22                                          | 0,44                                          | 0,17                                          |                                               |
| Jižní Korea            | 0,68                                          | 1,06                                          | 3,07                                          |                                               |
| Kazachstán             | 0,02                                          | 0,07                                          | 0,03                                          |                                               |
| Kostarika              | 0,10                                          | 0,07                                          | 0,02                                          |                                               |
| Kuvajt                 | 0,00                                          | 0,06                                          | 0,00                                          |                                               |
| Kypr                   | 0,08                                          | 0,30                                          | 0,18                                          |                                               |
| Lotyšsko               | 0,16                                          | 0,22                                          | 0,13                                          |                                               |
| Litva                  | 0,24                                          | 0,38                                          | 0,28                                          |                                               |
| Lucembursko            | 0,48                                          | 0,49                                          | 0,33                                          |                                               |
| Maďarsko               | 0,26                                          | 0,30                                          | 0,78                                          |                                               |
| Malajsie               | 0,42                                          | 0,81                                          | 0,21                                          |                                               |
| Malta                  | 0,30                                          | 0,19                                          | 0,09                                          |                                               |
| Mauricius              | 0,03                                          | 0,12                                          | 0,02                                          |                                               |
| Mexiko                 | 0,10                                          | 0,09                                          | 0,12                                          |                                               |
| Nizozemsko             | 0,52                                          | 0,87                                          | 0,60                                          |                                               |
| Nový Zéland            | 0,34                                          | 0,55                                          | 0,48                                          |                                               |
| Norsko                 | 0,38                                          | 0,79                                          | 0,93                                          |                                               |
| Polsko                 | 0,30                                          | 0,18                                          | 0,55                                          |                                               |
| Portugalsko            | 0,29                                          | 0,51                                          | 0,53                                          |                                               |
| Rakousko               | 0,54                                          | 1,00                                          | 1,46                                          |                                               |
| Řecko                  | 0,35                                          | 0,37                                          | 0,41                                          |                                               |
| Rumunsko               | 0,10                                          | 0,31                                          | 0,09                                          |                                               |
| Rusko                  | 0,15                                          | 0,21                                          | 0,65                                          |                                               |
| Severní Makedonie      | 0,09                                          | 0,23                                          | 0,05                                          |                                               |
| Srbsko                 | 0,29                                          | 0,34                                          | 0,29                                          |                                               |
| Singapur               | 0,46                                          | 0,61                                          | 0,87                                          |                                               |
| Slovensko              | 0,33                                          | 0,20                                          | 0,30                                          |                                               |
| Slovinsko              | 0,33                                          | 0,82                                          | 0,71                                          |                                               |
| Španělsko              | 0,26                                          | 0,50                                          | 0,45                                          |                                               |
| Spojené království     | 0,30                                          | 0,74                                          | 0,64                                          |                                               |
| Spojené státy americké | 0,47                                          | 0,56                                          | 1,80                                          |                                               |
| Švýcarsko              | 1,41                                          | 1,09                                          | 0,88                                          |                                               |
| Thajsko                | 0,10                                          | 0,27                                          | 0,64                                          |                                               |
| Ukrajina               | 0,11                                          | 0,10                                          | 0,27                                          |                                               |
| Vietnam                | 0,07                                          | 0,30                                          | 0,04                                          |                                               |

## Hodnocení vědy
Vědecká činnost má v současné době velký společenský i ekonomický význam a je také běžně podporována státy, Evropskou unií i grantovými agenturami. Při jejím rostoucím objemu vzniká také potřeba jednoduchého a spíše mechanického hodnocení, nejčastěji scientometrickými metodami. Ty sledují produkci ve významnějších vědeckých časopisech (selektované vědeckou komunitou pomocí procesu peer review) a přiřazují těmto časopisům koeficient významnosti, tzv. impakt faktor. Jednotlivé vědecké publikace se pak hodnotí jednak tímto faktorem, jednak počtem prací v odborných časopisech, které na danou vědeckou publikaci (zpravidla článek, monografii) odkazují čili je citují (tzv. citační index). Mezi výzkumnými organizacemi v ČR v roce 2013 měla nejvíce bodů celkového hodnocení organizací Matematicko-fyzikální fakulta Univerzity Karlovy.
Toto hodnocení má však i četné kritiky, kteří poukazují na jeho mechaničnost, která vědce nutí co nejvíce publikovat podle hesla „publikuj, nebo zhyň“ (publish or perish), a na to, že klesá kvalita článků i kritičnost mezi vědci.
Přes všechnu snahu o objektivnost existují ve financování vědy „kliky“.
Ve velkém množství výstupů mohou zůstat často po desetiletí zapadlé („spící“) výsledky výzkumu.
Poctivá věda je pak finančně omezována a neupřímný přístup (např. zveličované důvody k udělení grantu) pak může tvořit cargo kult ve vědách, jak to popisuje Richard Feynman. Zveličování se může týkat i výsledků výzkumu publikovaného samotnými výzkumnými institucemi, přičemž výsledky s veřejnou publicitou mají větší citovanost.

## Kritiky vědy
Walter Bryce Gallie uvádí pojem vědy jako typický příklad podstatně zpochybněného pojmu (essentially contested concept).
Věda a svobodný vědecký výzkum spočívající v hledání pravdy se podle psychologa Petra Bakaláře v některých dobách a společnostech zanedbává, potlačuje či dokonce zakazuje. Děje se tak např. prostřednictvím státní, stranické či náboženskými organizacemi prováděné cenzury nebo tzv. státním výzkumem. Vědecké bádání pak těmto společenským tlakům, způsobu financování či popularitě může podléhat.
Avšak potlačování negativního postoje k vědeckým výsledkům je kontraproduktivní.